# Records in de Nederlandse Top 40
Hieronder een overzicht van verschillende records in de Nederlandse Top 40.
Puntentotalen worden als volgt berekend: nummer 40-positie = 1 punt; nummer 39-positie = 2 punten; ...; nummer 1-positie = 40 punten.

## Succesvolste singleartiesten

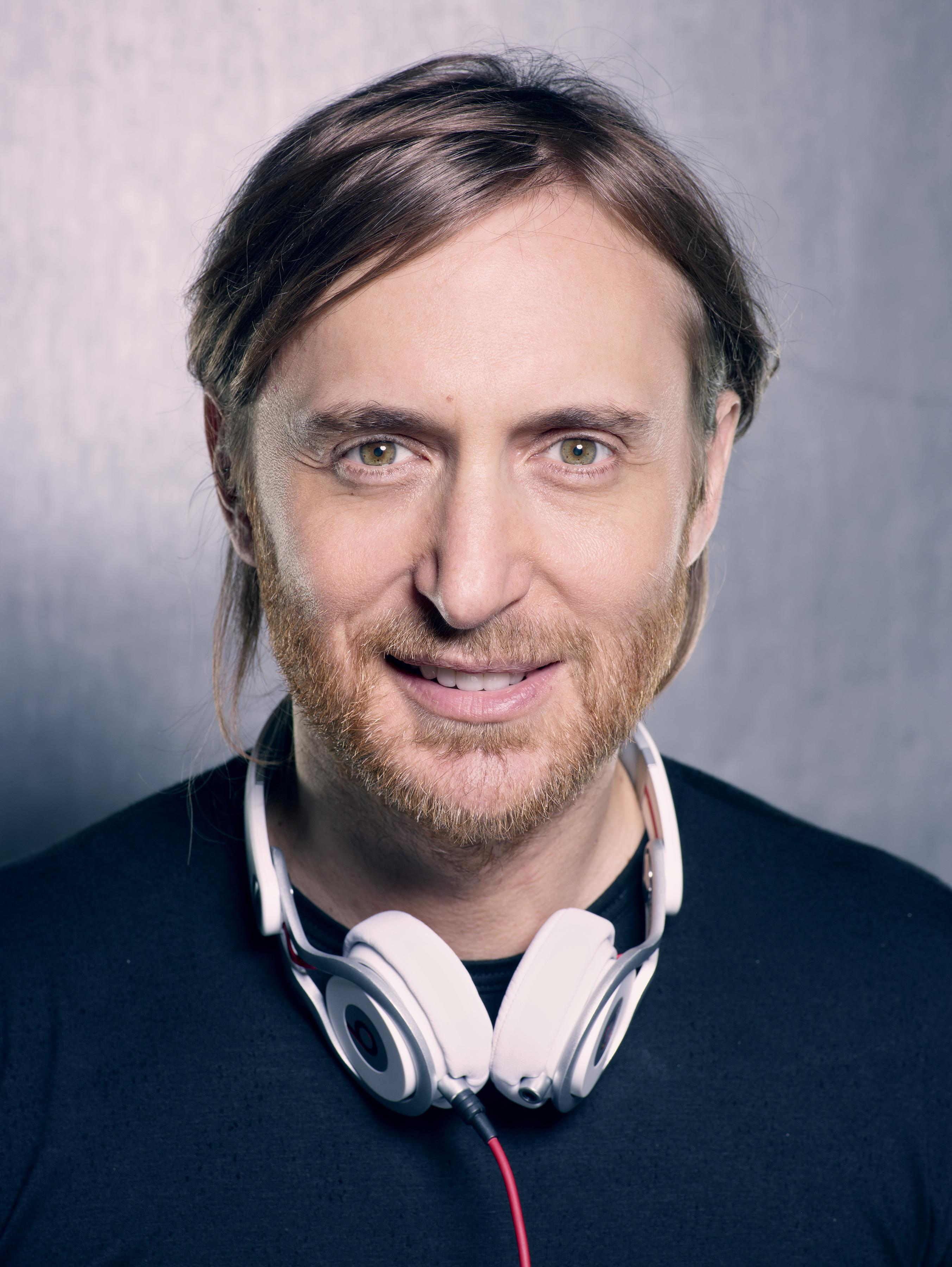
David Guetta (2013)

Deze gegevens golden op 28 september 2024.

## Top 10 van meeste weken in de Top

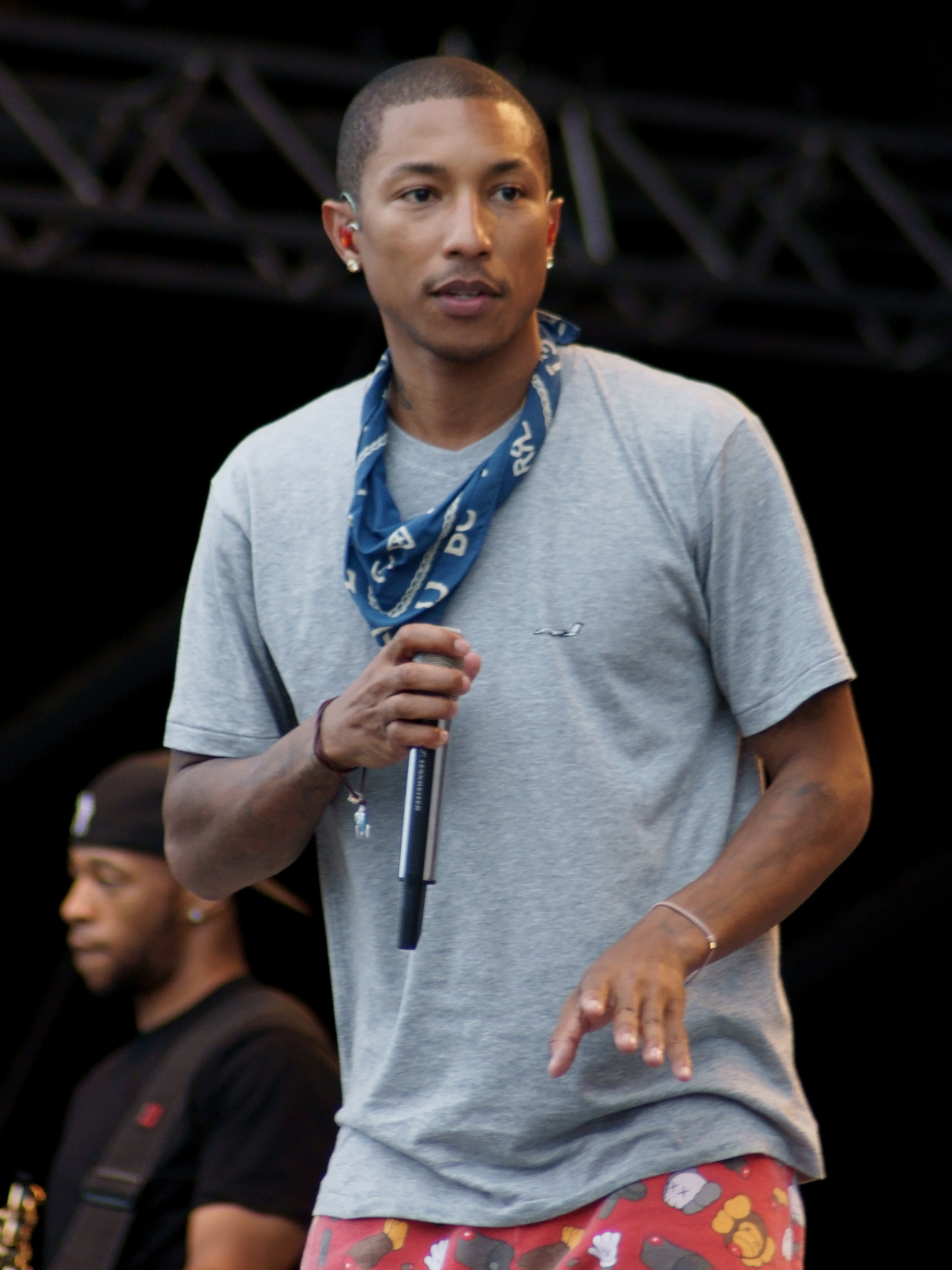
Pharrell Williams tijdens een optreden (2010)

## Meeste singlehits

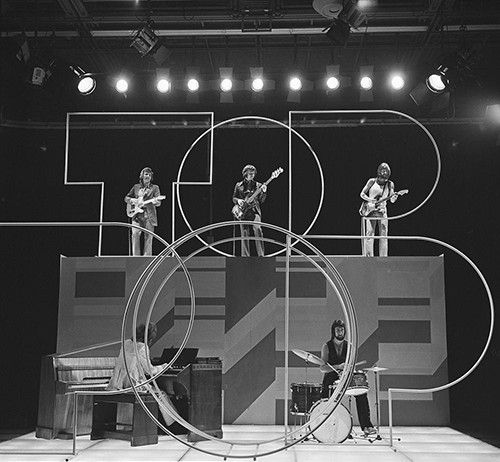
BZN tijdens een optreden in Toppop (1971)

Deze gegevens golden op 28 september 2024.

## Meeste nummer 1-hits

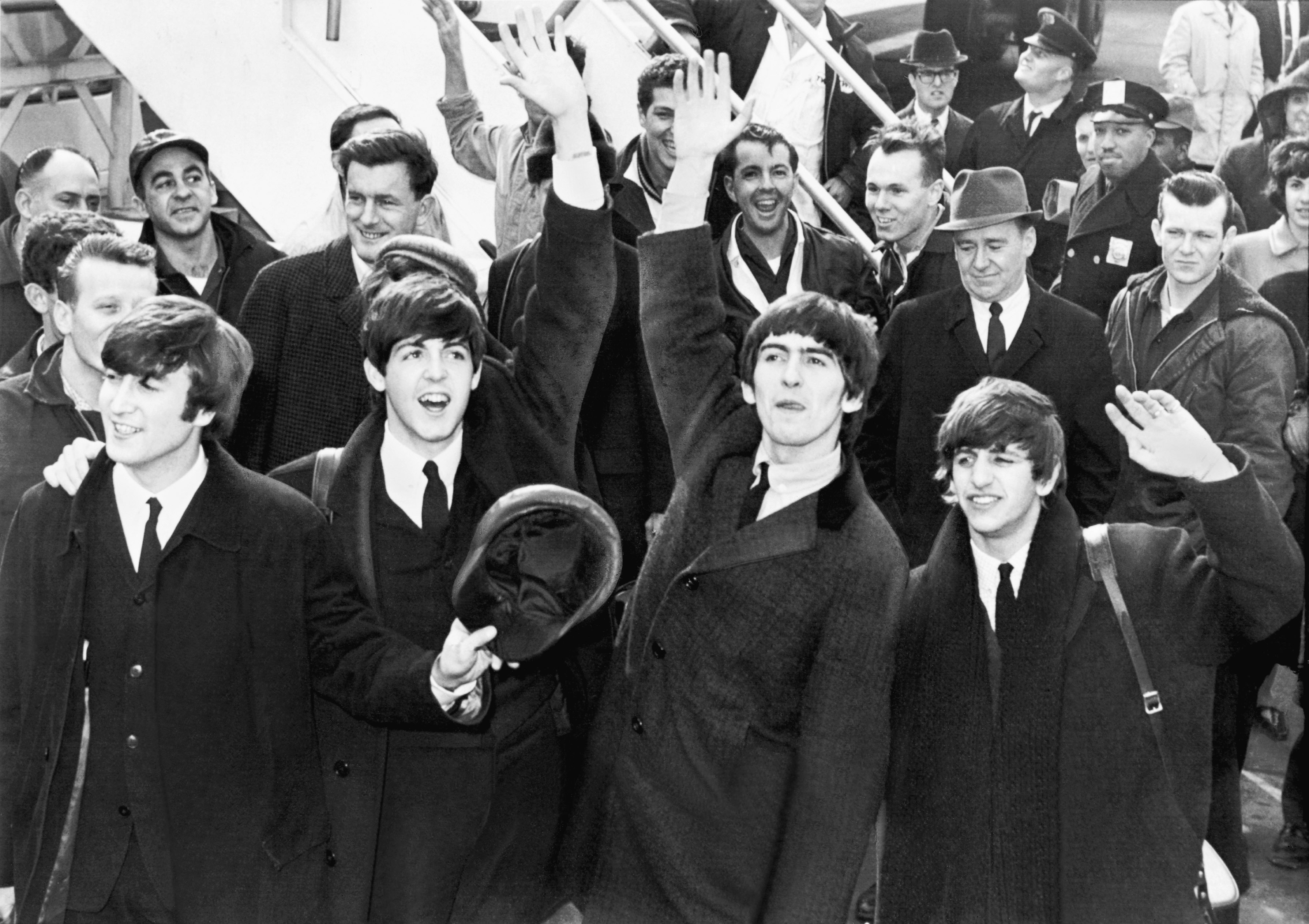
The Beatles bij hun aankomst in Amerika in 1964

Deze gegevens golden op 28 september 2024.

## Meeste weken op nummer 1 (per hit)

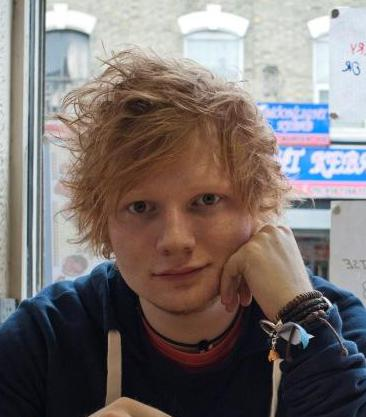
Ed Sheeran

Deze gegevens golden op 28 september 2024.

## Top 10 succesvolste hits (op basis van meeste punten)
Zie Lijst van succesvolste hits in de Nederlandse Top 40 voor een volledige top 100.